# Heerlijkheid L'Aubépin

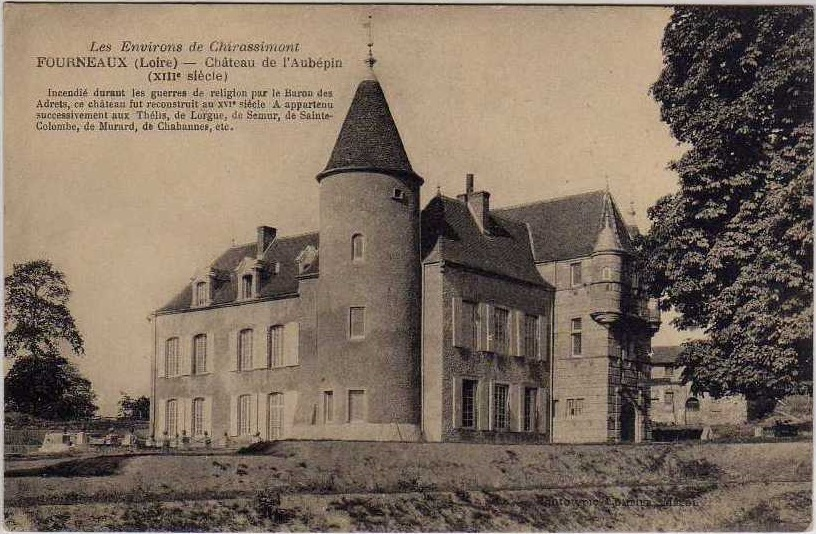
Het château de l'Aubépin omstreeks 1900.

De heerlijkheid L'Aubépin is een voormalige heerlijkheid in Frankrijk, in de tegenwoordige gemeente Fourneaux. De heerlijkheid is vernoemd naar de meidoorn (in het Frans aubépine), die er veel voorkwam.

## Geschiedenis
Tegen het einde van de 14e eeuw was L'Aubépin in het bezit van Jean de Thélis genoemd Coppiers, heer van L'Aubépin en Coppiers (tegenwoordig Plat Coupy genoemd, gemeente Fourneaux). Zijn zoon, Jean de Coppiers, woonde op het château de l'Aubépin en overleed kinderloos voor 1422. Bij zijn overlijden liet hij al zijn bezittingen na aan zijn moeder uit het huis Boisvair, die de heerlijkheden L'Aubépin en Coppiers bij haar overlijden in 1424 naliet aan haar neef Louis de Lorgue.

Familiewapen van het huis Semur.

Door het huwelijk van zijn dochter Louise de Lorgue met Gerard de Semur in 20 juni 1441 kwam L'Aubépin aan het huis Semur. Hun alliantiewapen bevindt zich nog steeds als ornament van de schouw van de keuken van het château de l'Aubépin.
Hun zonen, Louis en Georges de Semur, waren beide heren van L'Aubépin. De laatste werd opgevolgd door zijn zoon, Girard de Semur (overl. 1559), heer van Fougères en L'Aubépin, die trouwde met Gilberte de Busseül.

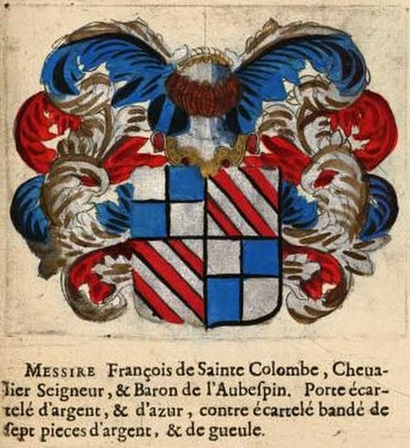
Combinatiewapen van het het huis van Semur (rechtsboven en linksonder) en Sainte-Colombe (linksboven en rechtsonder).

Tijdens de godsdienstoorlogen in Frankrijk werd het kasteel tot twee keer toe geplunderd en vernield, met name in 1570 door het protestantse leger onder leiding van Briquemont. Hierbij gingen de oudste documenten uit het archief van het kasteel verloren, waardoor er niet bekend is over de kasteelheren van voor einde 14e eeuw.
In 1593 liet de laatste heer van L'Aubépin uit het huis Semur, Rolin de Semur, de heerlijkheid na aan zijn neef, Rolin de Sainte-Colombe, heer van Thorigny, Croizel en andere plaatsen. Hij was zoon van Jacques de Sainte-Colombe, heer van Piney, Thorigni, Croizel en andere plaatsen, en Claudine de Semur, dochter van Girard de Semur, heer van L'Aubépin, en Gilberte de Busseül, en overleed in 1627.
Hij werd opgevolgd door zijn zoon, François de Sainte-Colombe (overl. 1677), graaf van L'Aubépin, heer van Thorigny, Croizel en andere plaatsen. Als kind was hij voorbestemd toe te treden tot de Orde van Malta, maar na het kinderloos overlijden van zijn oudste broer werd hij als opvolger van zijn vader aangewezen.
Hij werd opgevolgd door zijn zoon, Claude Delle de Sainte-Colombe, graaf van L'Aubépin. Zijn zoon, François de Sainte-Colombe (overl. 1724), noemde zich markies van L'Aubépin. Hij werd opgevolgd door zijn zoon, François Benoît de Sainte-Colombe (overl. 1784). Zijn zoon, Hugues Marie Louis de Sainte-Colombe (overl. 25 juli 1789), markies van L'Aubépin, liet L'Aubépin na aan zijn zus, Diane de Sainte-Colombe. Zijn nageslacht stierf in 1915 in mannelijke lijn uit.